# Лавандове поле в Городку
Лавандове поле в Городку — туристична та рекреаційна локація в місті Городок Хмельницької області, що стала символом розвитку громади, екотуризму та громадської ініціативи.

## Історія створення
Ідея створення лавандового поля виникла у 2019 році з ініціативи місцевої майстрині та громадської діячки Ольги Слободанюк. Її метою було перетворити занедбану територію над річкою Смотрич (напроти басейну «Стара гребля») на мальовничу зону відпочинку. Проєкт підтримали громада, підприємці та місцева влада.
У травні 2019 року, за підтримки місцевого агропідприємства та комунальних служб, ділянку підготували, а під час суботника жителі міста висадили перші 2000 кущів лаванди. У 2021 році поле поповнили ще 1200 саджанцями декоративних і лікувальних сортів за кошти меценатів.

## Роль у громаді
Проєкт отримав назву «Городоччина — лавандовий край» та став основою для розвитку екотуризму, підприємництва й просування позитивного іміджу громади. Підприємці почали виготовляти продукцію з лаванди: ефірні олії, чаї, сувеніри, насіння, живці тощо.

## Лаванда в міському просторі
Згодом лаванду почали висаджувати не лише на полі, а й у місті: на клумбах, біля лікарні, шкіл, дитсадків. Центральна вулиця Шевченка прикрасилась понад 100 кущами лаванди.

## Терапевтична функція
Вхід на лавандове поле залишається безкоштовним. Місцева влада планує використовувати його також для натуротерапії: занять із військовими та внутрішньо переміщеними особами. Доведено, що ефірні олії лаванди сприяють зниженню стресу, нормалізують сон і зменшують симптоми ПТСР.